# Le Loroux-Bottereau

Le Loroux-Bottereau este o comună în departamentul Loire-Atlantique, Franța. În 2009 avea o populație de 6,635 de locuitori.